# Nambiga
Nambiga är ett vattendrag i Burundi.   Det ligger i provinsen Ruyigi, i den centrala delen av landet, 90 km öster om huvudstaden Bujumbura.
I omgivningarna runt Nambiga växer huvudsakligen savannskog. Runt Nambiga är det ganska tätbefolkat, med 192 invånare per kvadratkilometer.